# Balingen
Balingen è una città del Baden-Württemberg in Germania a circa 75 km a sud di Stoccarda. È capoluogo del circondario dello Zollernalb, di cui è la seconda città più popolosa dopo Albstadt, e forma un centro medio per i comuni circostanti. A partire dal 1º gennaio 1974 porta il titolo di Grande città circondariale (Große Kreisstadt). Assieme alla confinante Città di Geislingen forma una Comunità amministrativa.
La località non è da confondere con il comune di Bahlingen am Kaiserstuhl nel circondario di Emmendingen.

## Geografia fisica

### Posizione
Balingen si trova, circondata dai Balinger Berge (Monti di Balingen, tra cui il Plettenberg, lo Schafberg, il Lochen e lo Hörnle), nella valle del torrente Eyach, un affluente del Neckar. Ad ovest della città si trova la regione chiamata Grande Heuberg (Großer Heuberg), nell'ambito della quale — ma esternamente allo Zollernalbkreis — si trova anche la montagna più alta del Giura Svevo, il Lemberg (1015 m sopra il livello del medio mare). Nel 1724 venne scoperta a Balingen una fonte di acque solforose.

### Comuni contigui
Hechingen, Grosselfingen, Bisingen, Albstadt, Meßstetten, Hausen am Tann, Dotternhausen, Dormettingen, Geislingen, Haigerloch.

### Suddivisione amministrativa
Alla Città di Balingen appartengono le frazioni di Dürrwangen, Endingen, Engstlatt, Erzingen, Frommern, Heselwangen, Ostdorf, Roßwangen, Stockenhausen, Streichen, Weilstetten e Zillhausen, di cui la maggior parte erano comuni autonomi fino alla Riforma territoriale degli anni settanta del XX secolo. Heselwangen era stata incorporata nella Città di Balingen già nel 1934, mentre Dürrwangen era stata incorporata nel 1937 nell'allora autonomo comune di Frommern.

## Storia
Balingen venne documentata per la prima volta nell'863 con il nome di Baginga.

## Politica

### Consiglio comunale

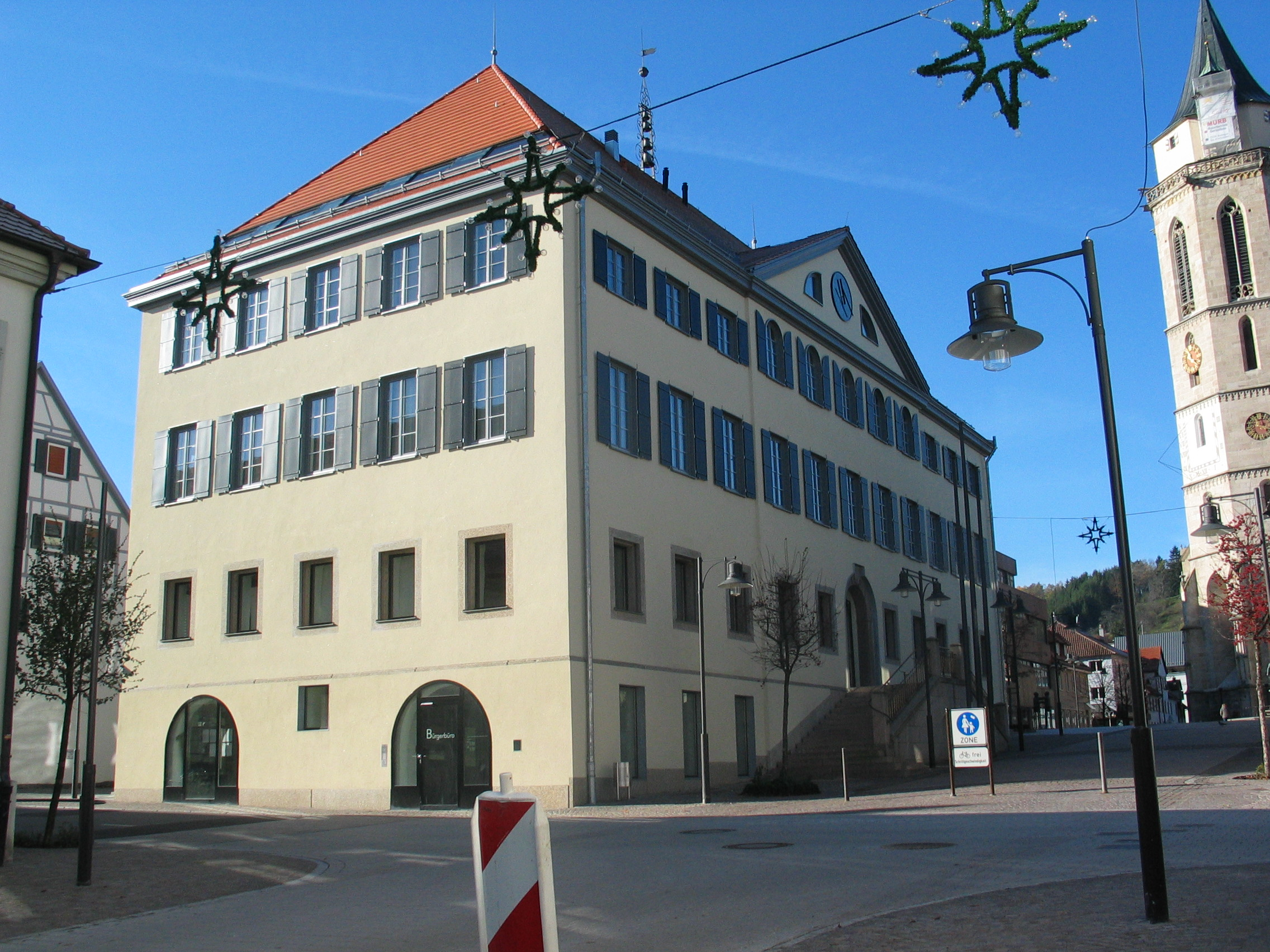
Sede municipale ristrutturata

Le elezioni comunali del 13 giugno 2004 hanno determinato la seguente suddivisione dei seggi:
- CDU – 17 seggi
- SPD – 11 seggi
- FWV – 7 seggi
- La Lista delle Donne di Balingen – 5 seggi
- FDP – 4 seggi
- Iniziativa Cittadini Critici – 4 seggi

### Stemma
Lo stemma di Balingen mostra, sotto il capo araldico d'oro con un ramo di cervo nero disteso, uno scudo inquartato d'argento (bianco) e nero. I colori cittadini di Balingen sono nero-bianco-giallo.
Lo scudo inquartato è il vecchio simbolo della città, quando Balingen faceva ancora parte del dominio degli Zollern. Dopo che la città era passata al Württemberg venne aggiunto il relativo simbolo, il ramo di cervo. La forma odierna dello stemma si affermò a partire dal 1535.

## Amministrazione

### Gemellaggi
Royan, dal 1980
 Gosport
 Ottobrunn
 Erftstadt
 Panketal

## Economia
Balingen e la sua area commerciale rappresentano un punto di forza per la regione sveva, in alcuni settori.
Le ditte più note sono: Bizerba GmbH (bilance), Uhlsport (articoli sportivi), Italmed GmbH (medicina-tecnica, con sede a Tieringen). Altre industrie sono di carattere tessile ed alimentare.

## Cultura
La città di Balingen ha sette scuole superiori e forma, assieme a Sigmaringen, un'università.
Come luoghi di interesse, si può ricordare il museo privato della "Deutsche Eisenbahn" (ferrovia tedesca) ed un piccolo teatro dell'Opera.

## Sport
Per lo sport, vanno ricordate alcune società sportive quali i Blue Marlins (hockey su ghiaccio), HBW Balingen-Weilstetten (serie A2 di pallamano), TSG Balingen (calcio, serie D)